# Tavastberga
Tavastberga (finska: Hämevaara) är en stadsdel i Vanda stad i landskapet Nyland. 
Tavastberga gränsar till stadsdelarna Linnais, Friherrs och Tavastby i Vanda stad, samt Fågelberga i Esbo stad. 
Bebyggelsen i Tavastberga består mestadels av egnahemshus, men det finns också något enstaka höghus. Den enda servicen i stadsdelen är ett daghem. Butiker finns på gångavstånd. 